# タロコ族
タロコ族（タロコぞく、Taroko、トゥルクTruku、中国語:太魯閣族）は、台湾の東部に居住する台湾原住民の一部族である。

## 概要
台湾東部・花蓮県北部の秀林郷、卓渓郷を中心に分布する。元来は南投県仁愛郷に居住していたが17世紀に人口増加と漢人入植者の増大による耕地不足により、花蓮地区に移動した。日本統治時代ではタイヤル族の支族とされていた。その分類は、戦後も引き継がれたが、2004年1月14日に中華民国内政部より独自の民族としての認可を受け、台湾における12番目の原住民とされた。
このため過去の文献では、現在タロコ族と呼ばれている人たちを、「タイヤル族」もしくは「セデック族」に含んでいることもあり、注意が必要である。
「タロコ」という民族名は、彼らがタロコ渓谷流域に居住していることに由来する。タロコ国立公園の区域が昔ダイヤル族が住み着いていたとされる。
現在、約18,000人から23,000人が存在し、5番目に人口の多い民族である。
伝統的には、農耕、採集、狩猟を中心とした生活を送っている。父系小家族社会であり世襲の頭目が村落を取りまとめている。

## 日本統治時代
日本人の入植が始まるとタロコ族と日本人移民との間で紛争が起こるようになった。タロコ族が旧日本軍と争った「新城事件」（1896年）、樟脳採取をめぐってぶつかり合った「ウイリー事件」（1906年）、タロコ族が武装蜂起して旧日本軍に平定された「タロコ戦役(zh:太魯閣戰爭)」（1914年）がある。
新城事件は花蓮港駐屯中の日本兵が地元の台湾人有力者・李阿隆の義妹を強姦したことを発端に起こった事件で日本人20数名が殺害された。ウイリー事件では、樟脳作業所での賃金トラブルからタロコ族が日本人職員を襲撃し、日本人の支庁長の大山十郎、巡査の阿部虎之助、 賀田組事務員の山田海三、鹿児島県人喜多川貞二郎など30名余りが首狩りなどで殺害された。

## 著名人
- 田信徳 - タロコ族の長老。
- 徐詣帆（シュー・イーファン、俳優） - 映画「セデック・バレ」にて花岡一郎（ダッキス・ノービン）を演じる。